# Ulrich Sachsse
Ulrich Sachsse (* 15. April 1949 in Beuel bei Bonn) ist ein deutscher Psychotherapeut, Psychotraumatologe, Psychiater, Psychosomatiker und Psychoanalytiker. Sein Arbeitsschwerpunkt ist die Behandlung und Erforschung von Posttraumatischen Störungen und Persönlichkeitsstörungen, besonders der Borderline-Persönlichkeitsstörung. Er ist wissenschaftlicher Berater Psychotherapie und Tagesklinik des Asklepios Fachklinikums Göttingen.

## Leben
Ulrich Sachsse studierte nach dem Abitur 1967 am Humanistischen Gymnasium Fridericianum in Herford von 1968 bis 1973 Medizin an der Georg-August-Universität Göttingen. Er war von 1974 bis 1976 Medizinalassistent in Göttingen (Psychotherapie bei Hanscarl Leuner) und in Wolfsburg (Chirurgie und Innere Medizin). In der Zeit zwischen 1973 und 1976 absolvierte er seine Weiterbildung in Katathymem Bilderleben (KB), heute Katathym-Imaginativer Psychotherapie (KIP) und zwischen 1973 und 1984 seine Weiterbildung zum Psychoanalytiker am Lou-Andreas-Salome-Institut für Psychoanalyse und Psychotherapie Göttingen. Seine Approbation erhielt er 1976 und war anschließend bis 1982 Assistenzarzt und Oberarzt an der Fachklinik Tiefenbrunn bei Göttingen. Seine wichtigsten Lehrer waren dort Franz Heigl und Karl König. Die Promotion erhielt Sachsse 1980 für eine Arbeit zur Gruppentherapie mit der KIP bei Hanscarl Leuner in Göttingen. Mit der Facharztweiterbildung 1982 bis 1986 am Niedersächsischen Landeskrankenhaus Göttingen durch Ulrich Venzlaff, der sich umfangreich mit psychiatrischen Folgen der nationalsozialistischen Verfolgung befasste, wurde er Facharzt für Psychiatrie und Psychotherapie. Wichtige Anregungen erhielt er durch Supervisionen bei Peter Fürstenau in Düsseldorf. Von 1987 bis 2009 war er Oberarzt, dann Funktionsbereichsleiter des FB VI (Psychotherapie und Tagesklinik) des Niedersächsischen Landeskrankenhaus Göttingen – Fachklinik für Psychiatrie und Psychotherapie (seit 2007 Asklepios Fachklinikum Göttingen). Seit 2009 ist er Wissenschaftlicher Berater dieser Klinik.
Sachsse ist einer der Gründungs-Herausgeber der Zeitschrift Persönlichkeitsstörungen – Theorie und Therapie PTT im Schattauer Verlag.
2006 gründete er gemeinsam mit Ulrich Rüger und Ulrich Streeck die Göttinger Akademie für Psychotherapie GAP.
2010 gründete er gemeinsam mit Katharina Parisius und Willy Herbold-Schaar, seinem Nachfolger als Chefarzt, die Akademie für Psychotherapeutische Aus- und Weiterbildung (APAW) in Göttingen.
In dem Film Effigie – Das Gift und die Stadt hat er eine Rolle als Schauspieler, er stellt dort den Bremer Bürgermeister Johann Smidt dar; der Film kam im Januar 2022 in die Kinos.

## Arbeitsschwerpunkt und Forschung
Sachsse widmete sich seit 1979 therapeutisch und forschend als einer der Ersten dem damals neuen und unverstandenen Symptom Selbstverletzendes Verhalten (SVV). Er verstand diese Symptomatik als eine ungewöhnliche Form der Selbstfürsorge und entwickelte ein psychodynamisches Behandlungsvorgehen, das konfrontierende Elemente nach Otto F. Kernberg und stabilisierende, Struktur fördernde Elemente der Psychoanalytisch Interaktionellen Methode nutzte. 1994 lernte er das Imaginative Vorgehen von Luise Reddemann in Bielefeld für traumatisierte Frauen kennen und veränderte dadurch seine Behandlung in vielfacher Hinsicht. Er warnte vor einer Behandlung von destruktiven Kindheitserfahrungen direkt in der Übertragung und der therapeutischen Beziehung, anders als die offizielle Psychoanalyse der damaligen Zeit. Er nutzte die umfangreichen Therapie-Erfahrungen von Reddemann und seine Kompetenzen in KIP dazu, mit imaginativen Vorgehensweisen eine Art „Spieltherapie für Erwachsene“ mit Traumatisierungen in der Kindheit und Jugend sowie mit sehr schlechten Bindungs- und Beziehungserfahrungen zu etablieren. Die „Station 9“ in Göttingen für traumatisierte Frauen gehörte zu den ersten mit diesem Behandlungsschwerpunkt in Deutschland. Dort arbeitete Sachsse mit seinem Team kontinuierlich daran, die verhaltenstherapeutische Desensibilisierung durch Traumaexpositionen (EMDR, Imaginative Traumakonfrontation) mit der psychodynamischen Arbeit an desaströsen Bindungserfahrungen zu verbinden. Die gute mittel- und langfristige Wirksamkeit seiner Behandlung ließ sich evaluieren (Outcome-Forschung mit Falk Leichsenring und Rainer Krause).
Aktuelle Forschungsprojekte: NMR- und PET-Hirnforschung mit Irle und Lange, Göttingen, sowie Weniger, Zürich; Psychokardiologische Forschung mit Herrmann-Lingen, Göttingen; Affektforschung mit Krause und Dr. Kirsch, Saarbrücken; Forschung zur komplexen PTBS und Borderline-Persönlichkeitsstörung mit Martin Sack, München, und Birger Dulz, Hamburg.
Sachsse ist umfangreich vortragend, schulend und lehrend im Bereich Trauma-Therapie und Therapie der Borderline-Persönlichkeitsstörung in Deutschland, Österreich und der Schweiz tätig.

## Aktuelle Funktionen
- Wissenschaftlicher Berater des Asklepios Fachklinikums Göttingen
- Emeritierter Honorarprofessor der Universität Kassel, Bereich Sozialwesen
- Vorsitzender der Arbeitsgemeinschaft für Katathymes Bilderleben AGKB und Dozent für Katathym Imaginative Psychotherapie KIP der AGKB
- Dozent im Curriculum Spezielle Psychotraumatherapie der Deutschsprachigen Gesellschaft für Psychotraumatologie (DeGPT) am ID-Institut Kassel/Göttingen, am COPPP Chemnitz, am IfT Hamburg, am zap-Wien sowie an anderen Instituten
- EMDR-Supervisor

## Auszeichnungen
- 2004: Wissenschaftspreis der Dr. Margrit Egnér-Stiftung, Universität Zürich
- 2006: Hamburg-Preis Persönlichkeitsstörungen,[1] Gesellschaft zur Erforschung und Therapie von Persönlichkeitsstörungen (GePs)
- 2017: Bundesverdienstkreuz am Bande

## Buchveröffentlichungen (Auswahl)
Als Autor:
- Selbstverletzendes Verhalten: Psychodynamik – Psychotherapie. Vandenhoeck & Ruprecht, Göttingen 1994; 7. Auflage 2008, ISBN 978-3-525-45771-9.
- Traumazentrierte Psychotherapie. Theorie, Klinik und Praxis. Schattauer, Stuttgart 2004, ISBN 3-7945-1971-X.
- mit Ulrike Schäfer, Eckart Rüther: Borderline-Störungen. Ein Ratgeber für Betroffene und Angehörige. Vandenhoeck & Ruprecht, Göttingen 2006, ISBN 3-525-46249-2.
- mit Willy Herbold: Das so genannte Innere Kind. Vom Inneren Kind zum Selbst. Schattauer, Stuttgart 2007; 2., überarbeitete und erweiterte Auflage 2012, ISBN 978-3-7945-2848-6.
- mit Kirsten Stang: Trauma und Justiz. Juristische Grundlagen für Psychotherapeuten. Psychotherapeutische Grundlagen für Juristen. Schattauer, Stuttgart 2007; 2., vollständig überarbeitete Auflage 2014, ISBN 978-3-7945-2858-5.
- Proxy – dunkle Seite der Mütterlichkeit. Schattauer, Stuttgart 2015, ISBN 978-3-7945-3153-0.

Als Herausgeber:
- mit Otto Kernberg, Birger Dulz: Handbuch der Borderline-Störungen. Schattauer, Stuttgart 2000; 2., vollständig überarbeitete und erweiterte Auflage (zusätzlich mit Sabine C. Herpertz) 2011, ISBN 978-3-7945-2472-3.
- mit Ibrahim Özkan, Annette Streeck-Fischer: Traumatherapie – was ist erfolgreich? Vandenhoeck & Ruprecht, Göttingen 2002, ISBN 3-525-45892-4.
- mit Leonore Kottje-Birnbacher, Eberhard Wilke: Psychotherapie mit Imaginationen. Huber, Bern 2010, ISBN 978-3-456-84794-8.
- mit Ibrahim Özkan, Annette Streeck-Fischer: Zeit heilt nicht alle Wunden. Kompendium zur Psychotraumatologie. Vandenhoeck & Ruprecht, Göttingen 2012, ISBN 978-3-525-40186-6.
- mit Martin Sack, Julia Schellong: Komplexe Traumafolgestörungen. Diagnostik und Behandlung von Folgen schwerer Gewalt und Vernachlässigung. Schattauer, Stuttgart 2013, ISBN 978-3-7945-2878-3.